# Wilhelm Gustav Groos
Wilhelm Gustav Groos (* 11. Oktober 1824 in Gießen, Großherzogtum Hessen; † nach 1852) war ein deutscher Landschafts- und Genremaler sowie Radierer der Düsseldorfer Schule.

## Leben
Groos, Sohn von Friedrich Carl Groos und Wilhelmine Hofmann, kam 1842 aus Gießen an die Kunstakademie Düsseldorf, wo er bis 1848/1849 Malerei studierte. An der Düsseldorfer Akademie besuchte er von 1842 bis 1847 die Landschafterklasse von Johann Wilhelm Schirmer, 1843/1844 die Bauklasse von Rudolf Wiegmann und zuletzt die 2. Klasse (Antikensaal und Malklasse) von Karl Ferdinand Sohn. 1852 schuf Groos eine Vedute seiner Vaterstadt einschließlich des dortigen Verlaufs der Main-Weser-Bahn. Das Gemälde gelangte als Geschenk von Professoren der Ludwigs-Universität in den Besitz von Justus von Liebig.